# Bocksdorf (Austria)
Bocksdorf (węg. Baksafalva, burg.-chorw. Pukštrof) – gmina w Austrii, w kraju związkowym Burgenland, w powiecie Güssing. Według Austriackiego Urzędu Statystycznego liczyła 794 mieszkańców (1 stycznia 2014).